# Stoney & Meatloaf
Stoney and Meatloaf is het kleine debuutalbum van zanger Meat Loaf dat in 1971 op de markt kwam en in samenwerking was met vocaliste Stoney (Shaun Murphy). Ze hebben elkaar ontmoet tijdens het optreden met de cast van Hair in Detroit.

## Lijst van nummers

### 1971 originele uitgave
1. "(I'd Love to Be) As Heavy As Jesus" – 2:54 (Patti Jerome / Ralph Terrana / Mike Valvano)
2. "She Waits By The Window" – 4:07 (Mike Campbell / Ray Monette)
3. "It Takes All Kinds of People" – 2:23 (Jerome / Valvano)
4. "Game of Love" – 3:50 (Eki Renrut)
5. "Kiss Me Again" – 5:08 (Campbell / Monette)
6. "What You See Is What You Get" – 2:15 (Jerome / Valvano)
7. "Sunshine (Where's Heaven?)" – 3:02 (Terrana / Valvano)
8. "Jimmy Bell" – 3:48 (Publiek domein)
9. "Lady Be Mine" – 4:44 (Campbell / Monette)
10. "Jessica White" – 2:43 (Campbell / Monette)

Producers: Ralph Terrana, Russ Terrana, Mike Valvano

Arrangeurs: Tom Baird and David Van DePitte

### 1978/1979 heruitgaveStoney and Meatloaf
1. "Jimmy Bell" – 5:14 (Publiek domein)
2. "She Waits By The Window" – 4:07 (Campbell / Monette)
3. "It Takes All Kinds of People" – 2:23 (Jerome / Valvano)
4. "Stone Heart" – 2:57 (Campbell / Monette)
5. "Who Is the Leader of the People?" – 4:15 (Nick Zesses / Dino Fekaris)
6. "What You See Is What You Get" – 2:15 (Jerome / Valvano)
7. "Kiss Me Again" – 4:14 (Campbell / Monette)
8. "Sunshine (Where's Heaven?)" – 3:02 (Terrana / Mike Valvano)
9. "Jessica White" – 2:43 (Campbell / Monette)
10. "Lady Be Mine" – 4:44 (Campbell / Monette)
11. "Everything Under the Sun" – 3:01 (Campbell / Monette)

Producers: Ralph Terrana, Russ Terrana, Mike Valvano

Producers "Who Is the Leader of the People": Nick Zesses and Dino Fekaris

Arrangeurs: Tom Baird and David Van DePitte

Geremixt en remastered in de Motown Recording Studios, Hollywood, Californië

Re-mix technicus: Glen Jordan

Mastering technicus: Jack Andrews

## Bezetting
- Zang: Meat Loaf, Stoney Murphy
- Achtergrondzang: Mike Campbell, Telma Hopkins, Joyce Vincent
- Begeleiding: The Funk Brothers, Scorpion (Bob Babbitt, Mike Campbell, Ray Monette and Andrew Smith) en Ralph Terrana

## Singles
- What You See Is What You Get (kant B - Lady Be Mine)
- It Takes All Kinds Of People (kant B - The Way You Do The Things You Do)

## Heruitgaven
Het album is diverse malen met een andere track list heruitgegeven onder de titel "Featuring Stoney and Meat Loaf". Eerst in 1978 en 1979 op het label van Prodigal (PDL 2010) en daarna in 1986 op het label van Tamla Motown (ZL 72217). Het album bevat de meeste (maar niet alle) tracks die ook op het originele album staan. Met de toevoeging van drie nieuwe tracks, verschijnen sommige nummers in verschillende versies.